# Diegtiarsk
Diegtiarsk (ros. Дегтярск) – miasto w Rosji, w obwodzie swierdłowskim. Poprzednio w administracyjnym podporządkowaniu Rewdy, współcześnie – samodzielna jednostka samorządowa.

## Geografia
Położone na wschodnich stokach Śrdkowego Uralu, nad brzegami Wiazowki (prawy dopływ Czusowej), 67 km na zachód od Jekaterynburga. Prawa miejskie wraz z nazwą Diegtiarsk nadano w 1954. W 2005 roku liczyło 15,3 tys. mieszkańców.

## Historia
Powstało w XVIII wieku jako osada smolarzy wypalających węgiel drzewny, o nazwie Diegtiarsk. W okolicy odkryto złoża pirytu, którego wydobycie i przerób rozpoczyna się w 1914 roku. Nowe osiedle budowniczych zagłębia wydobywczego nazwano Diegtiarką.